# Dinastia Cabelo Belo
Cabelo Belo (Hårfagreætta em nórdico antigo) foi uma dinastia familiar de reis da Noruega, muito influente durante a Era Viquingue e que deu origem a uma desmedida reivindicação de herdeiros que proclamavam ser descendentes de Haroldo Cabelo Belo (Harald Hårfagre) que segundo Snorri Sturluson foi o unificador do reino norueguês sob uma única coroa. Snorri menciona que o rei Haroldo procedia da dinastia Ynglingeætten de Upsália, cujos descendentes vagaram pela Escandinávia e cruzaram as fronteiras norueguesas; os primeiros ancestrais de Haroldo eram associados ao Reino de Vestfold. 
Segundo a investigação do historiador Claus Krag, houve apenas três gerações da dinastia no poder. Depois da morte de Haroldo em 931, a dinastia se manteve durante quarenta anos, os jarls de Lade também durante outros quarenta anos e um ramo de reis dinamarqueses (muitas vezes, compartilhando com os jarls de Lade) outros tantos. Os reis que posteriormente quiseram relacionar sua família com Haroldo para dar legitimidade a suas reivindicações não tem fundamento e provavelmente foi uma invenção; segundo outro historiador, Kåre Lunden, essas estratégias não eram exceções durante a Idade Média, pois era uma forma de "eleger partido político, como na atualidade". Especialmente notável e falsa foi a reivindicação de Sverre Sigurdsson.
A reivindicação sobre a herança do clã e o trono de Noruega finaliza em 1319.Entretanto, com a posterioridade o último rei que proclamou ser descendente de Haroldo Cabelo Belo foi Olavo IV da Noruega (Olavo II da Dinamarca) (m. 1387). 